# James Siegel
James Siegel (20 de abril de 1954, Nueva York, Estados Unidos) es un novelista de suspense y vicepresidente del Consejo de Administración de BBDO Nueva York. 

## Biografía
Tiene un B.A. del Colegio York de 1977, la City University de Nueva York, y vive en Long Island. Es ejecutivo de publicidad en Nueva York, escribió el guion del Yo, Yao, un anuncio que salió al aire durante el Super Bowl XXXVII. También es responsable de los anuncios de la campaña para gobernador de Eliot Spitzer en Nueva York. 
La película Derailed, una película basada en su novela de 2003 del mismo nombre, fue lanzada el 21 de octubre de 2005. La novela también fue adaptada para la película Muthucharam Pachaikili.